# Ilanz/Glion

Historisches Luftbild aus 800 m von Walter Mittelholzer von 1923

Ilanz/Glion ist eine Ortschaft und eine per 1. Januar 2014 entstandene politische Gemeinde im Schweizer Kanton Graubünden. Sie gehört zur Region Surselva.
Zur Ortschaft siehe den Artikel Ilanz/Glion (Stadt).

## Geographie
Ilanz/Glion liegt am Vorderrhein inmitten der weiten Mulde Gruob, am Eingang des Tals Lugnez, wenige Kilometer oberhalb der Rheinschlucht Ruinaulta.

## Geschichte

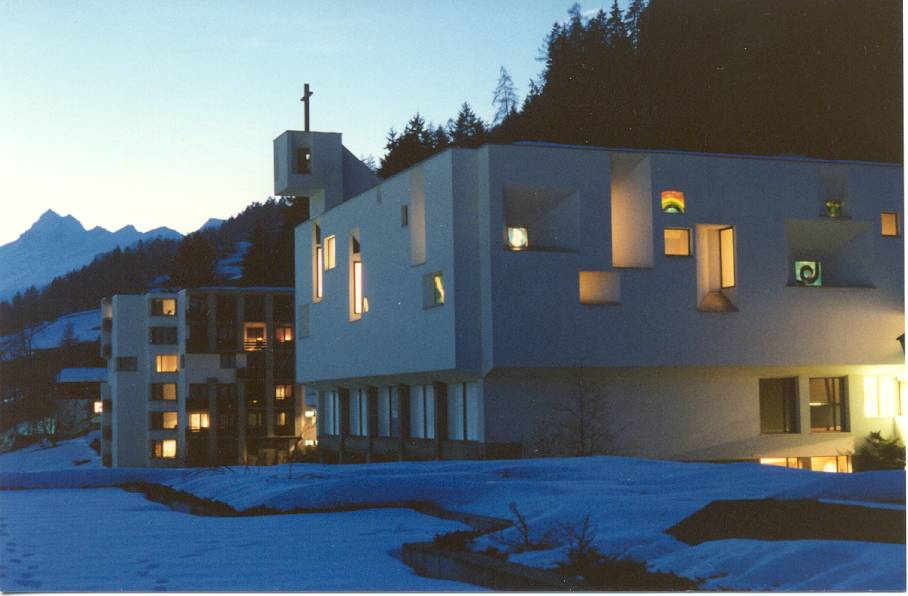
Kloster Ilanz am Abend

Die Gemeinde mit der neuen BFS-Nr. 3619 wurde 2014 aus den vormaligen Gemeinden Castrisch, Ilanz (rätoromanisch: Glion), Ladir, Luven, Pitasch, Riein, Ruschein, Schnaus, Sevgein, Duvin, Pigniu, Rueun und Siat gebildet.

## Sehenswürdigkeiten
- Rathaus erbaut 1892 als Schulhaus[5]
- reformierte Pfarrkirche[6]
- Dominikanerinnenkloster erbaut 1969–1975 von Walter Moser[7]